# Pomień
Pomień [ˈpɔmjɛɲ] (anteriormente en alemán Pammin) es un pueblo ubicado en el distrito administrativo de Gmina Recz, dentro del Condado de Choszczno, Voivodato de Pomerania Occidental, en el norte de Polonia occidental. Se encuentra aproximadamente a 7 kilómetros al suroeste de Recz, a 8 kilómetros al noreste de Choszczno, y a 64 kilómetros al este de la capital regional Szczecin.
Antes de 1945, el área fue parte de Alemania. Para la historia de la región, vea Historia de Pomerania.